# Щоденник Дмитра Туптала
Діаріуш Дмитра Туптала (повна назва російського видання: Дневныя записки Святаго Димитрия Митрополита Ростовскаго съ собственноручно писанной имъ книги, къ Киевопечерской Книгохранительниц принадлежащей, списанныя) — літературний твір, пам'ятка барокової літератури, писана митрополитом Дмитром Тупталом протягом майже 30 років його життя.

## Контекст і значення
На думку дослідниці Марини Федотової,
| Ліві лапки | ««Диаріуш» Дмитра Туптала належить до низки літературних творів автобіографічного жанру XVII—XVIII століть, поширеного передовсім в українській та білоруській культурах, як у світських, так і у церковних колах: відомими є «Диаріуш» Афанасія Филиповича, біографічні нотатки Петра Могили, «Щоденник мандрівника» Пилипа Орлика, щоденник Миколи Ханенка, нотатки Якова Марковича тощо»Оригінальний текст (рос.) ««Диариуш» святителя Димитрия находится в ряду литературных произведений автобиографического жанра XVII—XVIII вв., утвердившегося и распространенного прежде всего в украинской и белорусской культурах, как в светских, так и в церковных кругах: известен «Диариуш» Афанасия Филипповича, биографические записки святителя Петра Могилы, «Дневник путешественника» Филиппа Орлика, дневник Николая Ханенко, записки Якова Марковича и др.» | Праві лапки |

На думку Федотової, 
| Ліві лапки | «Не зважаючи на відмінні риси та різні завдання, які ставили собі автори зазначених текстів, всі вони мають спільні характеристики — це зроблені в хронологічному порядку записи від першої особи, які розповідають про внутрішнє життя людини та події, що відбуваються довкола неї.»Оригінальний текст (рос.) «Несмотря на отличительные черты, разные задачи, которые преследовали авторы данных текстов, все они имеют общие характеристики — это сделанные в хронологическом порядке (иногда с перерывами) записи от первого лица, рассказывающие о внутренней жизни человека и о событиях, происходящих вокруг него.» | Праві лапки |

Разом із тим, Валентина Соболь зазначає, що Діаріуш «при пильнішому прочитанні постає як цікавий інтертекстуальний діалог з іншими текстами — творами римського тлумача Святого Письма Корнелія а Лапіде, Мантуана, Манилія, Авзонія, Ювенала, Марціала, Вергілія, Сарбевського, найвиразнішим свідченням чому є, наприклад, лист Туптала до митрополита Рязанського від 1707 року. Щоденник Дмитра Туптала є, отже, діалогом далеко не лише із самим собою, а й стародавньою, сучасною власне йому і сучасною нам добою».
При цьому, щоденник Дмитра Туптала «ненав'язливо вибудовує своєрідний алгоритм впокорено-спокійного зовні, але могутнього зсередини протистояння тим чинникам, які мали б зруйнувати автентичність особистості. Із психологічної точки зору таку динаміку можна пояснити як увиразнення особистісної автентичності в межовій ситуації. Межовість ситуації, в якій працював постійно Туптало, а в останні роки опинився цілковито, відтворена в щоденникових записах, у листах».

## Історія видання
Рукопис щоденника не зберігся. Як зазнача Валентина Соболь, «упродовж XVIII ст. щоденник Дмитра Туптала витримав сім видань, але тільки єдиний раз [у 1781-му році] він був виданий самостійно». Вперше ж діаруш був опублікований у 1774-му році, у збірнику «Древняя русская вифлиотека». Того ж року рукопис щоденника знайшов Микола Бантиш-Каменський, який переписав його, переклавши українськомовні та польськомовні частини щоденника російською, передав переписаний примірник Миколі Новикову, а оригінал відіслав до Києво-Печерської лаври. Усі подальші видання «Діаріуша» в Російській імперії були зроблені саме із версії Батиш-Каменського.
В той же час, у Києво-Печерській лаврі зберігся уривок щоденника, переписаний, на думку дослідників, із оригіналу.

## Перелік видань
- Древняя Российская Вивлиофика, или Собрание древностей российских, до российския истории, географии и генеалогии касающихся, издаваемая помесячно Николаем Новиковым. СПб., 1774. Ч. VI: месяц декемврий. С. 315—408.
- Дневныя записки святого чудотворца Димитрия, изданныя с собственноручно писанной им книги, находящейся в Киевопечерской библиотеке. 2-е изд. М., 1781. 112 с.
- Древняя Российская Вивлиофика, или Собрание древностей российских, до российския истории, географии и генеалогии касающихся, изданная Николаем Новиковым. Издание второе, вновь исправленное, умноженное и в порядок хронологической по возможности приведенное. М., 1791. Ч. XVII. С. 1—44
- Летопись иже во святых отца нашего Димитрия митрополита, ростовскаго чудотворца, сказующей деяния от начала миробытия до Рождества Христова. — 1784, 1796, 1799, 1800.
- Сочинения святаго Димитрия, митрополита Ростовскаго. М., 1839. Т. 1. С. 466—503.
- Пам'ятна книга Дмитра Туптала [Текст] / В. Соболь. — Варшава : Katedra filologii ukrainskiej Uniwersytetu Warszawskiego, 2004. — 217 с.